# اچ‌ام‌اس گلتیا (۱۷۹۴)
اچ‌ام‌اس گلتیا (۱۷۹۴) (به انگلیسی: HMS Galatea (1794)) یک کشتی بود که طول آن ۱۳۵ فوت (۴۱ متر) بود. این کشتی در سال ۱۷۹۴ ساخته شد.